# Guy Kamgaing
Guy Kamgaing est un entrepreneur camerounais du monde de la Tech. Il est CEO de StarNews Mobile.

## Biographie

### Enfance, éducation et débuts
Guy Kamgaing est originaire de Baham en pays Bamiléké dans les grassfields de l'ouest Cameroun. Après avoir fait des études en France, il s'installe aux États-Unis à Los Angeles où il obtient un MBA de l'UCLA.

### Carrière
Guy Kamgaing fonde en 2017 StarNews Mobile, une plateforme de médias à contenu court et monétisé,,.